# 銀座松竹スクエア
銀座松竹スクエア（ぎんざしょうちくスクエア、正式名称：築地松竹ビル）は、東京都中央区築地一丁目にある超高層ビルである。竣工当初は広告代理店のアサツー ディ・ケイ（略称 ADK、現 ADKホールディングス）が本社を置いていたことからADK松竹スクエアと通称されたが、同社が虎ノ門ヒルズに移転したのを機に、2014年7月に銀座松竹スクエアに改められた。

## 建築
晴海通りと首都高速都心環状線が交わる万年橋の角にあり、2002年に完成した。資金調達にあたっては、松竹が出資する築地ビルキャピタル有限会社により、信託制度を活用している。設計には、三菱地所設計（デザインチーフ：武田有左）のほかデザインパートナーとして隈研吾建築都市設計事務所が携わった。本ビルは「日本建築家協会優秀建築選2005」に選定されている。
エントランスから中に入ると、1～２階は人々が座れる階段状の巨大な吹き抜け空間になっている。その内装デザインと雰囲気は、かつてこの地にあった映画館「松竹セントラル」の客席や館内の面影を感じさせる。
3階から18階にかけてはオフィスフロアで、アサツー ディ・ケイ（現：ADKホールディングス）が本社機能を置いていた。3階には、晴海通りを挟んだ向かいの東劇ビルから松竹大谷図書館が移転した。19階から23階にかけては、45戸の高級マンションが付置住宅として設置されている。

## テナント
アサツー ディ・ケイは1999年に旭通信社と第一企画の合併により発足した企業であり、オフィスは銀座と日比谷に分散していたが、本ビルへの入居で統合を果たした。2014年6月に、虎ノ門ヒルズ森タワーに転出。その後電通デジタル・ホールディングスとその系列のサイバー・コミュニケーションズ、電通デジタル・ネットワークス、電通レイザーフィッシュ（現:電通デジタル）、DAサーチ&リンクの5社（3階～8階）、KADOKAWAの一部オフィス（11・12階）、阪和興業東京本社及びJCOM BS（現BS松竹東急、3階）などが入居している。